# برنارد فرانکن
برنارد فرانکن (هلندی: Bernard Franken; ۵ فوریهٔ ۱۹۱۴ – ۴ آوریل ۲۰۰۱) دوچرخه‌سوار اهل هلند بود.